# Хорватская техническая энциклопедия
Хорватская техническая энциклопедия (хорв. Hrvatska tehnička enciklopedija) — энциклопедическое издание на хорватском языке, содержащее в себе информацию о научно-технических терминах, достижениях технического прогресса и выдающихся хорватских деятелях, так или иначе связанных с техническими науками.
Издававшаяся в период с 1963 по 1997 год и выступавшая в качестве учебного пособия для школьников, эта серия из 13 книг стала основным профессиональным источником технических знаний для хорватских инженеров второй половины XX века. В 2018 году энциклопедия была дополнена ещё четырьмя томами и стала доступна для чтения в онлайн-пространстве.

## История

### Техническая энциклопедия
В 1950 году в Загребе был основан Югославский лексикографический институт (JLZ), целью которого было создание первого в СФРЮ национального справочного издания под названием «Энциклопедия Югославии». Однако, со временем руководством института овладела мысль о создании целого ряда энциклопедий различного объёма и направлений. Одним из будущих узкоспециализированных изданий должна была стать энциклопедия, содержащая в себе общую информацию о технике, техническом прогрессе и личностях, так или иначе связанных с этой областью.
Спустя год после создания JLZ, ряд именитых хорватских учёных провёл встречу, на которой обсуждалась концепция будущей энциклопедии, её формат, а также вопросы относительно начала работ над её составлением. Куратором работ по созданию «Технической энциклопедии» от лексикографического института был назначен Анджелко Малинар, который озвучил учёным условия, соблюдение которых позволило бы им, с помощью JLZ опубликовать новый энциклопедический труд. Согласно требованиям JLZ к энциклопедическим изданиям, объём будущей книжной серии не должен был превышать 4800 страниц, в связи с чем сотрудниками института было предложено издать шесть томов справочника по 800 страниц в каждом. Однако, после опроса относительно формы новой энциклопедии, проведённого JLZ в декабре 1952 года на нескольких десятках технических факультетов югославских вузов, решение было изменено в пользу выпуска 8 томов с сохранением прежнего общего числа страниц. Составители будущей энциклопедии приняли решение о разделении книжной серии на восемь книг по принципу отнесения каждого из томов к определённой технической области:
| Том  | Область               | Страниц | Редактор           |
| ---- | --------------------- | ------- | ------------------ |
| I    | Архитектура           | 720     | Владо Антолич      |
| II   | Геодезия              | 480     | Мато Янкович       |
| III  | Строительство         | 720     | Людевит Томишич    |
| IV   | Электротехника        | 600     | Хрвое Пожар        |
| V    | Машиностроение        | 600     | Бранко Шимунич     |
| VI   | Горная промышленность | 600     | Петар Кисич        |
| VII  | Химия                 | 600     | Драгутин Колбах    |
| VIII | Текстиль              | 480     | Михайло Фридлендер |

После трёхлетнего перерыва, вызванного переброской ресурсов и мощностей JLZ на создание других справочников, работы по созданию «Технической энциклопедии» были восстановлены. Главным редактором и ответственным лицом за составление многотомника был назначен инженер и профессор Технического факультета Загребского университета Рикард Подгорский. С момента этого назначения до выхода первого тома энциклопедии прошло семь лет, за которые Подгорский внёс некоторые изменения в её формат, самым заметным из которых, стал отказ от включения в первые книги биографий хорватских учёных, изобретателей и других людей, связанных с техническими науками. Эту меру Подгорский обуславливал верой в то, что биографии всех, так или иначе выдающихся личностей будут представлены на страницах «Энциклопедии Югославии». Такого подхода к наполнению энциклопедии продолжили придерживаться и следующие главреды издания, сменившие Подгорского, после выпуска им первых четырёх книг многотомника.
По мере издания новых томов энциклопедии, к её составителям пришло осознание того, что скорость технического прогресса заметно опережает ход работ по созданию их справочника, тем самым делая устаревшими сведения, содержащиеся в уже изданных книгах серии. Для того, чтобы сократить это отставание и предоставить читателю наиболее актуальную информацию о достижениях научно-технического прогресса авторы «Технической энциклопедии» приняли решение об увеличении общего количества книг в серии с восьми до одиннадцати, однако расширение энциклопедии и до таких объёмов, не смогло ответить на брошенный техническим прогрессом вызов, поэтому в 1986 году Хрвое Пожар, главный редактор, отвечавший за издание энциклопедии с 1979 года, решился на следующий шаг, а именно на расширение серии до 13 томов, работа над которыми была завершена лишь в 1997 году.
В силу скудности хорватской технической литературы во второй половине XX века, «Техническая энциклопедия», изначально задуманная как пособие для школьников, дающее вводные знания о разных технических отраслях, стала единственным профессиональным источником технических знаний, для нескольких поколений хорватских инженеров, и по прошествии более двух десятков лет с момента выхода последнего тома удерживала статус самого обширного энциклопедического труда на хорватском языке

### Хорватская техническая энциклопедия
В 2014 году академик и секретарь технического факультета Хорватской академии наук и искусств (HAZU) Стьепан Йецич провёл ряд встреч с президентом Хорватской академии технических наук (HATZ) Владимиром Андрочецом, на которых ими обсуждалась идея об издании книжной серии, являвшейся бы закономерным продолжением «Технической энциклопедии» 1963—1997 годов. Результатом переговоров стало заключение 3 сентября 2014 года Протокола о сотрудничестве между HAZU, HATZ и Лексикографическим институтом имени Крлежа (LZMK), являвшегося преемником JLZ. Главным редактором будущей серии, получившей название «Хорватская техническая энциклопедия», стал представитель HAZU Зденко Йецич, а в команду составителей были набраны сотрудники LZMK, HAZU, HATZ, Загребского университета и технического музея «Никола Тесла».
Энциклопедия, составлявшаяся около четырёх лет, была представлена публике 10 декабря 2018 года, в день 100-летнего юбилея создания технического факультета Загребского университета. Новый труд был издан как в печатном виде, так и в онлайн-формате. Печатное издание состояло из четырёх томов, каждый из которых соответствовал определённой области технических наук, что являлось сохранением традиции, заложенной при создании прошлой серии. Онлайн-версия была опубликована LZMK на сайте под названием «Портал хорватского технического наследия» (хорв. Portal hrvatske tehničke baštine), где помимо статей из новой энциклопедии, также были размещены материалы многотомника 1963—97 годов.